# Krems in Kärnten
Krems in Kärnten är en kommun  i förbundslandet Kärnten i Österrike. Den ligger i distriktet Spittal an der Drau och dess huvudort är Eisentratten.
Kommunen består av 33 orter (Ortschaften) (inom parentes invånarantal 1 januari 2024):

- Densdorf (36)
- Eisentratten (313)
- Gamschitz (64)
- Hammerboden (7)
- Heitzelsberg (83)
- Illwitzen (13)
- Innerkrems (79)
- Innernöring (45)
- Kremsbrücke (113)
- Laggen (40)
- Leoben (24)
- Leobengraben (33)
- Lientsch (58)
- Neuhammer (2)
- Oberburgstallberg (30)
- Oberkremsberg (15)
- Pirkeggen (37)
- Pleßnitz (65)
- Pressingberg (70)
- Puchreit (80)
- Purbach (13)
- Rauchenkatsch (2)
- Reitern (41)
- Sonnberg (77)
- St. Nikolai (33)
- Steinwand (15)
- Unterburgstallberg (30)
- Unterkremsberg (34)
- Unterkremsbrücke (4)
- Vorderkrems (49)
- Vordernöring (89)
- Wetschenbach (20)
- Winkl (0)